# قتل ساموئل پتی
ساموئل پتی (به انگلیسی: Samuel Paty) معلم دبیرستانی در فرانسه بود که در ۱۶ اکتبر ۲۰۲۰ در کنفلان-سنت-اونورین فرانسه در پی تروریسم اسلامی، با قمه سرش بریده شد. این قتل، یکی از چندین حمله اسلامگرایان در سال‌های اخیر است که جامعه و سیاست فرانسه را به لرزه درآورد. این حمله، دومین سر بریدن اسلام‌گرایان در فرانسه از زمان حمله تروریستی سن کانتن فالاویر در سال ۲۰۱۵ است که یاسین صالحی سر هرو کورنارا را از بدنش قطع کرد و سومین حمله در اروپا از زمان قتل تئو ون گوگ، کارگردان فیلم هلندی در سال ۲۰۰۴ است.

## ساموئل پتی
شخص ترور و کشته شده، ساموئل پتی (۱۹۷۳–۱۶ اکتبر ۲۰۲۰) است که آموزگار درس تاریخ و جغرافیا و نیز یک معلم مدنی در کالج Bois-d'Aulne به مدت پنج سال بود. وی ۴۷ ساله و پدر یک کودک بود. این آموزگار، کاریکاتوری از محمد (پایه‌گذار دین اسلام) از مجله شارلی ابدو را به دانش آموزان خود نشان داده بود.
به گفته رسانه‌های فرانسوی او بارها تهدید شده بود و قبل از مرگ پیغام‌های تهدید آمیز دریافت کرده بود و زمانی که می‌خواسته دربارهٔ شارلی ابدو و کاریکاتور محمد صحبت کند، از دانش آموزان مسلمان خواسته بود که اگر تصاویر برای آنان آزاردهنده است، اجازه دارند که کلاس را ترک کنند. چند والدین از او شکایت کرده بودند.

## قتل
در ۱۶ اکتبر ۲۰۲۰ مهاجمی با فریاد «الله اکبر» به یک معلم تاریخ در حومه پاریس حمله کرد و سر او را برید. پلیس فرانسه گزارش داد معلم تاریخ کاریکاتور پیامبر اسلام را در کلاس درس به دانش‌آموزانش نشان داده بود، توسط مردی در حومه پاریس با چاقو به قتل رسید و دقایقی پس از وقوع جنایت به ضرب گلوله مأموران پلیس از پا درآمده است. این قتل یا ترور در ساعت ۵ عصر به وقت محلی روی داد.
اوایل اکتبر ۲۰۲۰، ساموئل پتی کاریکاتورهای پیامبر اسلام را هنگام تدریس مبحث «آزادی بیان» در کلاس مدنی به دانش‌آموزانش نشان داده بود که ظاهراً باعث برانگیختن خشم شماری از والدین مسلمان شد. برای مسلمانان رادیکال، هرگونه تصویرگری از پیامبر کفرگویی است.
پتی در نزدیکی کالج du Bois d'Aulne در کنفلان-سنت-اونورین که در آن تدریس می‌کرد، به شیوه بریدن سر، با قمه، کشته شد. دقایقی پس از قتل، یک حساب توییتر تصویری از سر بریده پتی را منتشر کرد که حاوی این پیام بود: «بسم الله الرحمن الرحیم، (...) به ماکرون، رهبر کافران، یکی از سگ‌های جهنمی تو را که جرأت جسارت به محمد را به خود داده بود، کشتم، قبل از اینکه مجازات سختی علیه شما تحمیل کنند، همنوعان او را آرام کنید.»
ژرار دارمنن، وزیر کشور فرانسه ضمن اعلام انجام عملیات و تحقیقات پلیسی بر ۱۰ها نفر، گفت بر ضد ساموئل پتی «فتوا» صادر شده بوده و این فتوا از پدر یک دانش آموز دختر در «کنفلان-سنت-اونورین» و یک فعال اسلام‌گرا به اسم عبدالکریم صفریوی آمده‌است. این دو نیز بازداشت شدند.
ژان فرانسیس ریکار، دادستان ضد تروریسم فرانسه گفت قاتل نمی‌توانسته بدون کمک از دانش آموزان جهت شناسایی، اقدام به قتل کند. ۷ دانش آموز از جمله دو دانش‌آموز ۱۴ و ۱۵ ساله قرار است در برابر قاضی پاسخگو باشند. این دو دانش آموز ۳۰۰ دلار از قاتل دریافت کردند تا ساموئل پتی را نشان دهند. همچنین پدر یک دانش آموز با قاتل گفتگوی پیامکی داشته و او هم در دادگاه حاضر خواهد شد. گفته می‌شود یک کارزار نفرت اینترنتی از طرف پدر یکی از دانش آموزان، برای ساموئل پتی آغاز شده بود. او ۴۸ ساله و به اسم «براهیم سی» متهم است که جهت قتل فتوا صادر کرده‌است و در روز قتل با ساموئل پتی پیامک رد و بدل کرده‌است.

## قاتل
به گفته دادستان مبارزه با تروریسم ژان فرانسوا ریچارد، مرتکب مظنون، به نام عبدالله ابویزیدویچ، متولد ۱۲ مارس ۲۰۰۲ یک جوان ۱۸ ساله از نژاد چچنی، متولد مسکو، روسیه بود. وی در شهر اووروکس در نرماندی، در حدود ۱۰۰ کیلومتری صحنه قتل، زندگی می‌کرد و ارتباط مشخصی با معلم و مدرسه نداشت. در مارس ۲۰۲۰ وی اجازه پناهندگی ۱۰ ساله در فرانسه را دریافت کرده بود ولی بخاطر نداشتن سابقه توسط آژانس‌های امنیتی مورد توجه قرار نگرفت.
او در ۱۷ اکتبر ۲۰۲۰، به دست پلیس و با اصابت گلوله، کشته شد. ۹ نفر دیگر برای تحقیقات از جمله پدربزرگ و مادربزرگ، پدر و مادر و برادر ۱۷ ساله مظنون دستگیر شدند.
او خلاف جزئی داشت مثل آسبب زدن به اموال عمومی و پرخاشگری در انظار عمومی اما در دستگاه قضائی سابقه جدی نداشت. او از ۲۰۱۱ به عنوان پناهنده در فرانسه زندگی می‌کرد. برخی رسانه‌های فرانسوی گفتند که او در گروهی در شهر «اِرانی» در حومه پاریس عضویت داشته که نام اعضای گروه در لیست s آژانس اطلاعاتی فرانسه وجود داشته‌است. گفته می‌شود که عبدالله قبل از قتل از برخی دانش آموزان سراغ ساموئل پتی را گرفته بود. او با نام مستعار «الانصار» در توییتر فعالیت داشت و مرتباً جملاتی از قرآن و مطالبی که دولت عربستان را «کافر» خوانده بود منتشر می‌کرد. او همچنین مطلبی که جمهوری اسلامی ایران بازنشر کاریکاتور اسلام را محکوم کرده بود، در توییترش ارسال کرد. بعد از حمله، فالوئرهای او که حدود ۱۰۰ نفر و از جامعه چچنی‌های فرانسه بودند، یا حساب خود را حذف کردند یا تغییر دادند. عبدالله تمام پیام‌های خصوصی را حذف کرد و چند روز قبل از حمله، در توییتر نوشته بود «چچن آزاد می‌شود» و جمله پروفایل را به «انا لله و انا الیه راجعون» تغییر داد. او یهودیان را «ملعون» نامیده بود و یک قسمت از یک سریال ترکی که فردی آماده بریدن سر کسی بوده را بازنشر کرد.
مدتی بعد مشخص شد او با اعضای روسی زبان داعش در سوریه ارتباط داشته و پس از بریدن سر ساموئل پتی، پیام صوتی را در شبکه‌های اجتماعی منتشر کرده و با صدایی لرزان و نفس‌نفس زنان آیه ای از قرآن را می‌خواند و می‌گوید که «انتقام پیامبر» را گرفته چون او «تصویر موهنی» از محمد نشان داده بود. در توییت به همراه عکس سر بریده ساموئل، نوشت: «برادران، دعا کنید خداوند مرا به عنوان شهید قبول کند.». در ادامه او دو کلمه روسی گفت که آن کلمات، نام داعش به زبان روسی بود. کارشناسان این پرونده تروریستی، نتیجه‌گیری کردند که او در کنار سن کمی که داشته، به سرعت جذب جریان بنیادگرایی اسلامی شده‌است.

### ارتباط با جمعیت شیخ یاسین
در روز ۳۰ مهر ۱۳۹۹، امانوئل مکرون، رئیس‌جمهوری فرانسه «جمعیت شیخ یاسین» در فرانسه را مسئول مستقیم قتل ساموئل پتی اعلام کرد و در نشست هیئت وزیران گفت که این گروه اسلام‌گرایی را منحل خواهد کرد و تصمیم‌هایی دربارهٔ دیگر گروه‌های دیگر گرفته خواهد شد. عبدالحکیم صفریوی که در فرانسه بازداشت شد، «جمعیت شیخ یاسین» را برای دفاع از حقوق مردم فلسطینی تشکیل داد و نام خود را از احمد اسماعیل یاسین (معروف به احمد یاسین و شیخ یاسین)، بنیان‌گذار گروه حماس و رئیس مجمع اسلامی غزه، انتخاب کرد.

## واکنش‌ها
امانوئل مکرون، رئیس‌جمهور فرانسه، با حضور در محل حادثه آن را «حمله تروریستی اسلام‌گرایانه» توصیف کرد و گفت: امروز یکی از هموطنان ما به قتل رسید به خاطر این که درس آزادی بیان، آزادی در باورمندی یا ناباورمند بودن می‌داد. امانوئل ماکرون تأکید کرد، این حمله نباید باعث تفرقه و دودستگی در بین ما شود، زیرا این همان چیزی است که افراط گرایان می‌خواهند. ژرار دارمنن، وزیر کشور فرانسه اظهار داشت که برای رسیدگی به حمله روز جمعه کمیته حل بحران تشکیل داده‌است.
ژان میشل بلانکور وزیر آموزش فرانسه در توییترش این حمله را «حمله به ملت فرانسه» توصیف کرد. وی ضمن همدردی با خانواده این آموزگار، گفت که اتحاد تنها راه مقابله با «هیولای تروریسم اسلامی» است.
ژان کستکس، نخست‌وزیر فرانسه، نیز ضمن ابراز انزجار عمیق و خشم خود از حمله تروریستی اخیر گفت: «آنچه در این عمل شریرانه هدف حمله قرار گرفت، سکولاریسم بود؛ ستوان فقرات جمهوری فرانسه.».
پارلمان فرانسه به احترام قربانی، ایستادند و این اتفاق تروریستی را محکوم کردند.
وزیر کشور فرانسه به کل فرمانداری‌های فرانسه دستور داد تا ۲۳۱ نفر بخاطر گرایش‌های افراطی اخراج کنند.
طارق اوبرو، امام مسجد بوردو در فرانسه ضمن محکوم کردن گفت: «این مدنیت نیست که یک انسان بی‌گناه کشته شود. این بربریت است.»
مجله شارلی ابدو در توییتر نوشت: «عدم مدارا به سطحی تازه رسیده و به نظر می‌رسد برای ارعاب در کشور از هیچ چیز فروگذار نمی‌کنند.»
هشتگ Je Suis Prof (من یک پروفسور هستم) و Je Suis Enseignant (من یک معلم هستم) در جهت حمایت از قربانی و آزادی بیان به راه افتاد. این یادآور هشتگ #من_شارلی_هستم بود که پس از قتل روزنامه‌نگار مجله شارلی ابدو بخاطر انتشار کاریکاتور محمد به راه افتاد.
رئیس‌جمهور چچن، رمضان قدیروف، حمله به این معلم را محکوم کرد و در برابر توهین به مسلمانان هشدار داد.
میگل موراتینوس، نماینده عالی ائتلاف تمدن‌های سازمان ملل متحد، قمه زنی را محکوم کرد. وزارت امور خارجه مصر به خانواده پاتی تسلیت گفت و قتل را محکوم کرد. مجله شارلی ابدو با صدور بیانیه ای «وحشت و شورش» خود را ابراز کرد و از خانواده و دوستان پتی حمایت کرد. بسیاری از مسلمانان و رهبران مذهبی در فرانسه این عمل را محکوم کردند، اما هشدار دادند که باید به ادیان احترام بگذارند. پلیس فرانسه اعلام کرد که بیش از ۸۰ پیام از طرف فرانسه در حمایت از مهاجم در شبکه‌های اجتماعی وجود دارد.

### تجمع مردم
مردم فرانسه روز یک‌شنبه ۲۷ مهر ۱۳۹۹ در حمایت از آزادی بیان و گرامی‌داشت یاد معلم تاریخ به قتل رسیده، در پایتخت این کشور گرد هم آمدند. پلیس نیز هم‌زمان از بازداشت نفر یازدهم در رابطه با این «حمله تروریستی اسلام‌گرایانه» خبر داد. همچنین، دفتر امانوئل مکرون، رئیس‌جمهوری فرانسه، اعلام کرد که مراسم ملی یادبود این معلم تاریخ، روز چهارشنبه ۲۱ اکتبر ۲۰۲۰ (۳۰ آبان) برگزار خواهد شد.
تجمعات در اعتراض به این قتل، و انتقاد از واکنش ناکارآمد دولت به اسلام رادیکال، در میدان جمهوری در پاریس و در شهرهای دیگر فرانسه برگزار شد. در کل، حدود ۳٫۷ میلیون تظاهرکننده در همبستگی با پتی در سراسر فرانسه تجمع کردند. تظاهرکنندگان پلاکاردهای مختلفی را در دست داشتند که عباراتی مانند «من ساموئل هستم» و «مدارس در سوگ» روی آنها نوشته شده بود. تظاهرکنندگان همچنین "آزادی بیان، آزادی آموزش"، یا سرود ملی فرانسه "La Marseillaise" را خواندند. سیاستمداران، دانشگاهیان و نمایندگان به تظاهرات در سراسر فرانسه پیوستند. طبق گفته وزارت کشور فرانسه، حدود ۱٫۵ میلیون نفر در پاریس جمع شدند. در لیون حدود ۱۲۰۰۰ نفر به تظاهرات پیوستند، در تولوز تقریباً ۵۰۰۰ نفر شرکت کردند و صدها نفر دیگر در نیس جمع شدند.در آلمان، بزرگداشتهایی در دروازه براندنبورگ در برلین برگزار شد.